# Малая Сульча
Ма́лая Сульча́ (тат. Кече Сөлчә) — река в Татарстане, правый приток Большой Сульчи. Протекает по территории Черемшанского, Новошешминского и Аксубаевского районов.

## География
Длина реки — 67 км, площадь водосборного бассейна — 796 км². Исток расположен в лесном массиве в 1 км к югу от деревни Сульче-Баш Новошешминского района. Высота истока — 180 м над уровнем моря. Устье находится в 44 км от устья Большой Сульчи, вблизи деревни Караса Аксубаевского района. Высота устья — 77 м над уровнем моря.
Крупнейшие населённые пункты на реке: посёлок Аксубаево, сёла Старое- и Новое Ибрайкино, Старое Ильдеряково.

### Притоки
Каляй (левый), Кармалы, Чёрный Ключ, Малая Уишь, Уишь (все — правые), Кисинка, Канавка (оба — левые), Киреметь, Карасинка (правые).

## Характеристика
Территория бассейна реки равнинная, с сетью неглубоких оврагов, на 40 % покрыта лесом. Правые склоны долины круче левых. Русло извилистое, неразветвлённое, шириной 5—9 м. Скорость течения — 0,1—0,3 м/с. Густота речной сети — 0,33 км/км².
Характер водного питания смешанный, значительную часть составляет снеговое. Модуль подземного питания — 0,5—1 л/(с×км²). Для гидрологического режима реки характерны высокое половодье и низкая межень. Средний многолетний слой годового стока в бассейне — 95 мм, слой стока половодья — 90 мм. Весеннее половодье начинается обычно в конце марта — начале апреля. Замерзает в первой декаде ноября. Средний многолетний меженный расход воды в устье — 0,14 м³/с, в верховьях — 0,03 м³/с.
Вода гидрокарбонатно-сульфатно-кальциевая, жёсткая (6—12 мг-экв/л) весной, очень жёсткая (20—40 мг-экв/л) зимой и летом. Общая минерализация 100—300 мг/л весной и 500—1000 мг/л зимой и летом.

## Данные водного реестра
По данным государственного водного реестра России относится к Нижневолжскому бассейновому округу, водохозяйственный участок реки — Большой Черемшан от истока и до устья. Речной бассейн реки — Волга от верхнего Куйбышевского водохранилища до впадения в Каспий.
Код объекта в государственном водном реестре — 11010000412112100004940.